# 陆军中学堂
陆军中学堂为清廷于光绪年间设立的新式陆军学堂。清政府练兵处（1903年11月至1906年11月设立）于1904年颁布《陆军学堂办法》二十条规定：陆军学堂分为正课学堂、速成学堂和速成师范学堂三类，其正课学堂仿日本军事教育体系，分为小学堂、中学堂、兵官学堂（未设立）、大学堂二级四等体制的一部分。其中，陆军小学堂、中学堂提供军官生长基础教育，兵官学堂培养初级指挥军官，陆军大学堂担任在职军官的深造培养和参谋人员培养。各省设立讲武堂为各省现役军官“研究武学”之所。

## 历史
光绪三十三年（1907年），管理陆军部事务奕劻等奏拟《陆军中学堂章程》，在全国设立四所陆军中学堂，归陆军部管理，学制两年。学习课程，分学科和军事科。以普通文化课为主，兼习军事。第一年课程为史学、文法、洋文、算学、测绘、地理、兵学、军器、操法等。第二年按科目学习军事技能。陆军中学堂毕业后分配到部队当兵六个月，入伍期满直接升入直隶省保定府东门外陆军兵官学堂。作为陆军入伍生分步、骑、炮。工、辎5个兵科编队，学制为一年半。兵官学堂毕业后分配到全国各师、旅做见习军官六个月，期满后充任尉级军官。
1908年初《陆军中学堂章程》颁布。
陆军小学、陆军中学、陆军官校的学员完全公费。除伙食外，每人每月还发有零用钱。冬夏两季还发给服装被褥。除直隶省的学生外，其他各省籍的学生还能领到本省政府的补助津贴，5元至15元不等，例如湖南、福建两省的学生，每月每人就可领到15元的补助金。各级军事学校每年放寒暑假各一次，寒假为三个星期，暑假为一个月。家在边远省不愿回家度假的学生，准许留校，伙食照常供给，但外出仍要请假。 
至辛亥革命暴发，各陆军中学堂只有第一期毕业，升入陆军军官学堂。

## 四所陆军中学堂

### 陆军第一中学堂
（直隶昌平县清河镇西约六华里处，定额1500名）：收京师、直隶、山东、山西、河南、安徽、奉天、吉林、黑龙江以及察哈尔、绥远驻防各陆军小学堂毕业生。宣统元年（1909年）开办。共招收三期，每期400人。校舍为新建。著名学生有：傅作义、赵承绶、苏炳文、张荫梧、秦德纯、周玳等。从光绪二十九年（1903）创办，至民国九年（1920），先后共办了四期。入校学生都毕业于直隶、山西、东北三省等地的陆军小学校。辛亥革命后,于1912年6月就其址改设陆军第一预备学校，直属于陆军训练总监，招集前各陆军中学低年级学生，并附之以陆军贵胄学堂学生。1914年第二期招生。校长是毛继成。从第四期始改称为清河陆军预备学校。1917年暑假，清河陆军预备学校开始面向普通中学(四年制)二年级以上的学生招生；考取的学生先要送到各师以下连队当兵九个月，期满后审核合格，才能编入军校学习。第四期入校的学生来自各个方面，有的是武昌、广州、南京陆军预备学校的学生，因参加辛亥革命未毕业的；有的是陆军预备学校毕业了，但未能升入陆军军官学校的；一部分是大总统冯国璋在南京成立的学兵营的学生；另一部分是中学、大学学生。经过考试，共录取学生1200名。第四期入校后编为八个连。毛因贪污导致学潮辞职，教育长钱选青升任校长。学校设学科和军事科，同时进行军事训练。学科计有：国文、中外历史、中外地理、代数、几何、微积分、物理、化学、绘图、外国语（分英、日、德、俄语）等。军事科计有：步兵操典、各种典范今、内务条例。军事训练计有：徒手与持枪单人训练和班排训练、武术、马术、刺枪、器械体操、野外演习以及实弹射击等。学生费用完全公费。除供给伙食外，每年每人还发衬衣。单军衣各两套，棉军衣一套，单鞋两双，棉鞋一双，另外还发有外出单军衣一套，呢子军衣一套，呢子大衣一件，皮背心一件和皮鞋一双。此外，每月每人还发现金二元做为零用。当时北京物价低廉，一部分学生的零用钱尚有剩余。第四期于1920年秋毕业。毕业后大部分学生分配到段祺瑞新成立的四个边防师当兵，原定充当两个月的正兵，两个月的副目（下士副班长），两个月的正目（中士班长），入伍期满后，直接升入保定陆军军官学校步、骑、炮、工、辎各专科学习。第四期入伍期间，直皖战争爆发，保定陆军军官学校被迫停办，正在边防军当兵的同学被遣散回原籍等候召集。1921年，保定陆军军官学校恢复，清河陆军预备学校第四期的同学才进入保定陆军军官学校（第九期）学习。1923年春，保定陆军军官学校第九期学员毕业。至此北洋各级军事学校的历史结束。

### 陆军第二中学堂
（陕西西安，定额680名）：收陕西、甘肃、四川、新疆各陆军小学堂毕业生。开办于1910年，辛亥革命暴发时仅有第一期在校。著名学生有：陈书农、孙震、刘文辉等。

### 陆军第三中学堂
湖北武昌南湖尚武桥边巡司河西岸，定额880名。1909年秋招收第一批陆军小学毕业生。因西安的陆军第二中学未建成，另增招陕甘两省陆军小学毕业生。实际招700余人，其中驻防荆州八旗子弟40多人。学员按照英日德法文分编为4队。总办李钟嶽，提调毛继成，监督苑尚品，军事地理学教官陈调元等。收湖北、湖南、云南、贵州、广西以及荆州驻防各陆军小学堂毕业生。学制两年。设步、骑、炮、工、辎重5科。第一年开设史学、文学、洋文、算学、测绘、地理、兵学、军器、操法等共同课。第二年分科学习军事技能。原为光绪三十年张之洞开办的湖北陆军中学堂，原名湖北武备普通中学堂。1911年6月第一期毕业，赴保定编入陆军军官学堂入伍生队。第二期、第三期分别于1910年、1911年招生。辛亥革命时，该校在校学生千余人，共有700余人参加武昌起义。
1912年6月就其址改设陆军第二预备学校（简称二预校），隶属于陆军部军学司，校长应龙翔/解朝东。第一期1912年9月招生正课生755人（为辛亥首义中黄兴由湖北带到南京的敢死队、在南京招收的敢死队以及上海学生军）、附课生233人（陆军三中未毕业生）。第二期选招武昌首义时成立的湖北学生军中20—25岁的青年共400余人1913年暑期入校。1914年第三期招生各省陆军小学毕业生984人。1915年改隶陆军训练总监。1917年第三期学员毕业后，学校停办。学生学习内容以文化课程为主，有代数、立体几何、解析几何、三角、史地、理化、图画、论理学(逻辑)、德文。学生服装、伙食由学校供给，每月另发津贴2元。学生毕业后，入伍当兵半年，再升入保定陆军军官学校。该校第一期毕业生升入保定军校第三期，第二期升入保定军校第四期。第三期于1916年12月举行毕业考试，881名学生中有864名合格，转入保定陆军军官学校入伍生队继续学习。著名学生有：王天培、顾祝同、黄琪翔、何应钦、谷正伦、张发奎、贺耀祖、唐生智、廖磊、刘峙、刘文岛、李品仙、何健、叶挺、耿丹、万耀煌、李必蕃、张笃伦、黄绍竑、白崇禧、邓演达、刘家麒、胡宗铎、刘兴、周斓、陶峙岳、周维寅等。

### 陆军第四中学堂
（江苏南京，定额940名）：收江苏、江西、浙江、福建、广东各陆军小学堂毕业生。光绪33年开办，位于南京明故宫以北。著名学生有：王泽民、朱绍良、陈继承、田颂尧、邓锡侯、熊式辉、陈铭枢、陈果夫等。